# 北京大学口腔医院
北京大学口腔医院位于北京市海淀区中关村南大街22号，是一所由中华人民共和国国家卫生健康委员会管理的三级甲等口腔专科医院，建于1941年。医院同时承担北京大学口腔医学院、北京大学口腔医学研究所的任务，并同时加挂国家口腔医学中心牌子。院训为“厚德尚学、精医济世”。医院有诊疗椅位664台，开放病床171张，临床科室15个，医技科室8个，下属分支医疗机构5个，职工2600余人。